# گاندو
گاندو یا تمساح پوزه‌کوتاه 
(به بلوچی: گانڈو) (نام علمی: Crocodylus palustris)
نوعی کروکودیل بومی شبه‌قاره هند و مناطق اطراف است که در کشورهای هند، بنگلادش، پاکستان، ایران، سریلانکا و برمه زندگی می‌کند. گاندو تنها کروکودیل بومی پاکستان و ایران و بزرگ‌ترین خزنده این دو کشور و همچنین پرشمارترین کروکودیل در هندوستان است.

## واژه‌شناسی
در زبان بلوچی گوَنڈ (Gwanḍ) به معنی «کوتاه» و «کوچک‌جثه» است و گونڈو (Gwanḍo) یعنی «کوتاهه» که به پوزه کوتاه این جاندار اشاره دارد. واژه گونڈ به احتمال زیاد وام‌واژه‌ای است از زبان سندی در بلوچی.

## رفتارشناسی و تغذیه
گاندو گوشت‌خوار و شکارچی کمین‌گر است و رژیم غذایی متنوعی شامل انواع ماهی‌ها، خزندگان و پستانداران و… دارد. گاندوهای کوچک از دوزیستان، سخت‌پوستان، ماهی‌های کوچک و گاندوهای بالغ هم از پرندگان، خزندگان، ماهی‌ها و انواع پستانداران تغذیه می‌کنند. گاندوها از حشرات تغذیه نمی‌کنند.
در واقع بیشتر مهره‌دارانی که به آب‌های محل زندگی گاندو نزدیک می‌شوند ممکن است به درون آب رفته و خوراک این تمساح شوند. گاندوهای هندی حتی گاهی گوزن سمبر ۲۲۵ کیلویی و گاومیش اهلی ۴۵۰ کیلویی را شکار کرده‌اند. آن‌ها حتی توانایی نبرد با ببر بر سر شکار را دارند و پیروزی هر یک از دو گونه دیده شده است. گاه نیز گاندوها طعمهٔ ببر شده‌اند. اما عادت آدمخواری در این کروکودیل منحصر یک مورد شکار یک کودک ۶ ساله در ایران می‌شود. حمله‌هایی نیز در حد گاز گرفتن دست و پا مشاهده شده است. در کل وجود گاندو در برکه‌ها و استخرها تهدیدی برای مردم محلی است. در تیرماه سال ۹۸ یک دختر ده‌ساله بلوچی به‌نام حوا رئیسی در حین شستن لباس در کنار رودخانه، مورد حملهٔ یک گاندو قرار گرفت. بنا به گفتهٔ وی، گاندو قصد داشت گردنش را بگیرد و او را به زیر آب ببرد، اما با کمک خواهرش آسیه نجات پیدا کرد. در پی این حادثه، دست راست حوا از کتف قطع شد. با توجه به فصل گرما و کمبود آب در مناطق روستایی اهالی باوجود نصب تابلوهای هشدار دهنده محیط زیست و اطلاع‌رسانی‌های مداوم و چهره به چهره محیط بانان مستقر در منطقه، متأسفانه برای استفاده و برداشت آب یا آبتنی و بازی به برکه‌های محل زیست تمساح پوزه کوتاه نزدیک می‌شوند که اینبار در مرداد ماه سال ۱۳۹۸ پسر بچه اهل روستای هوت‌گت‌بالا مورد حمله جدی تمساح قرار گرفت و مچ دست وی آسیب جدی دید.

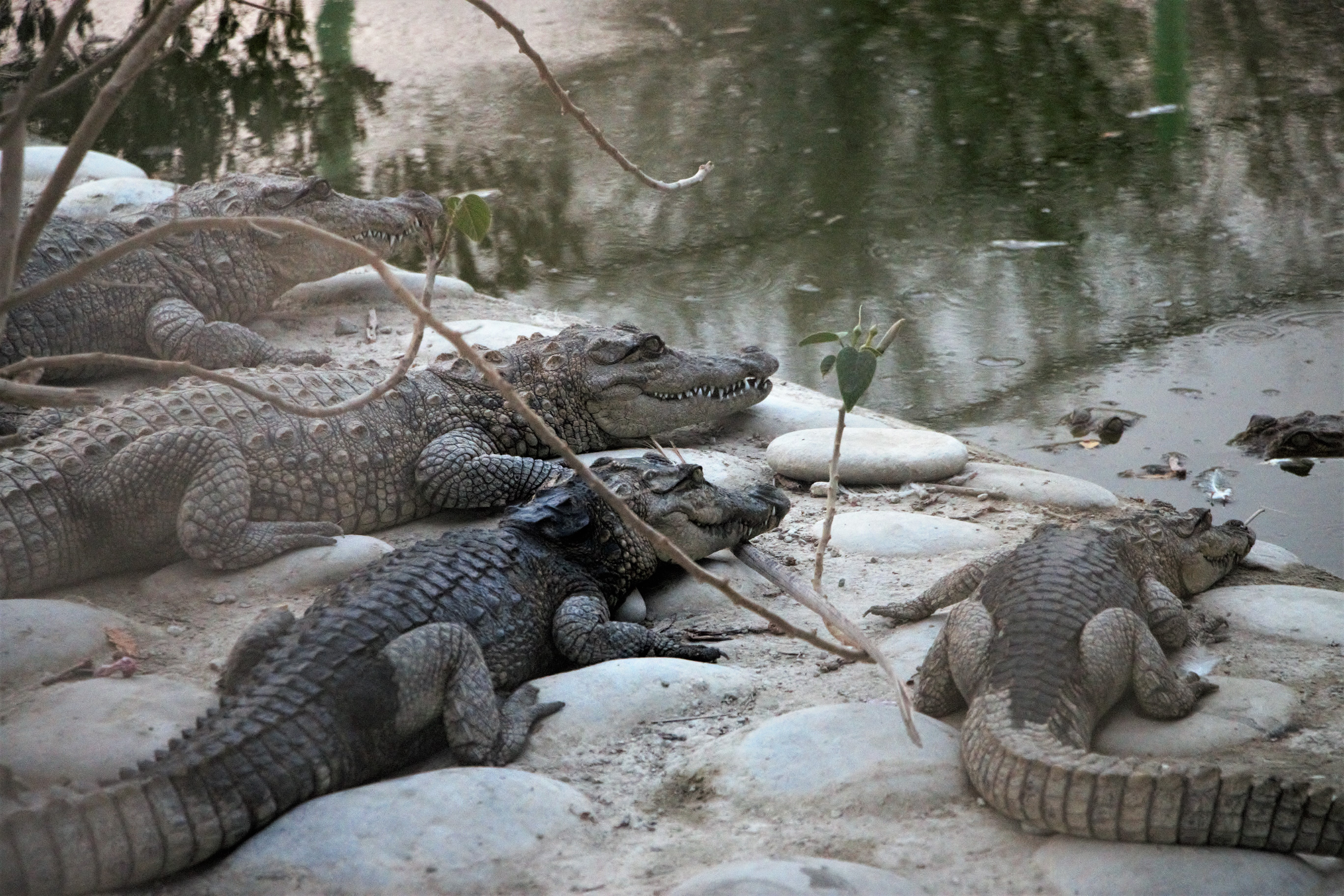
گاندو، در مرکز تحقیقات ریکوکش، چابهار، استان سیستان و بلوچستان

گاندو حیوانی کاملاً اجتماعی است. با توجه به تحرک پائین و خونسرد بودن مصرف غذایی گاندوی بالغ به‌طور متوسط روزانه ۱٫۵ تا ۲ کیلوگرم گوشت است.
از رفتارهای جالب این حیوان حفر کانال‌های عمیق در کنار رودخانه‌ها و آبگیرهای محل زندگی خود است. گاندوها با حفر این کانال‌ها که چندین متر عمق داشته و طول آن‌ها تا ۱۵ متر می‌رسد، هم پناهگاهی برای زندگی و استراحت خود در ساعت‌های گرم روز تهیه می‌کنند و هم از تبخیر آب جلوگیری کرده و با ذخیره آب در کانال‌ها به حفظ آب برکه‌ها و تالاب‌ها در فصل‌های گرم و ایام خشکسالی کمک می‌کنند. همین دلیل بلوچ‌ها علاقه زیادی به این حیوان دارند و معتقدند که «هر جا گاندو باشد آب فراوان است».

### استفاده از ابزار
یکی از رفتارهای مستند شدهٔ گاندوها استفاده از حیله‌هایی برای شکار پرندگان است.
این امر گاندو را به نخستین خزندگان شناخته‌شده‌ای تبدیل می‌کند که از ابزار استفاده می‌کنند. گاندو برای تطمیع پرندگانی که به دنبال مصالح ساخت آشیانه اند تکه‌های چوب و شاخه را روی سر خود نگه می‌دارد. این استراتژی مخصوصاً در فصل تخم‌گذاری مؤثر است.

## گاندو در ایران

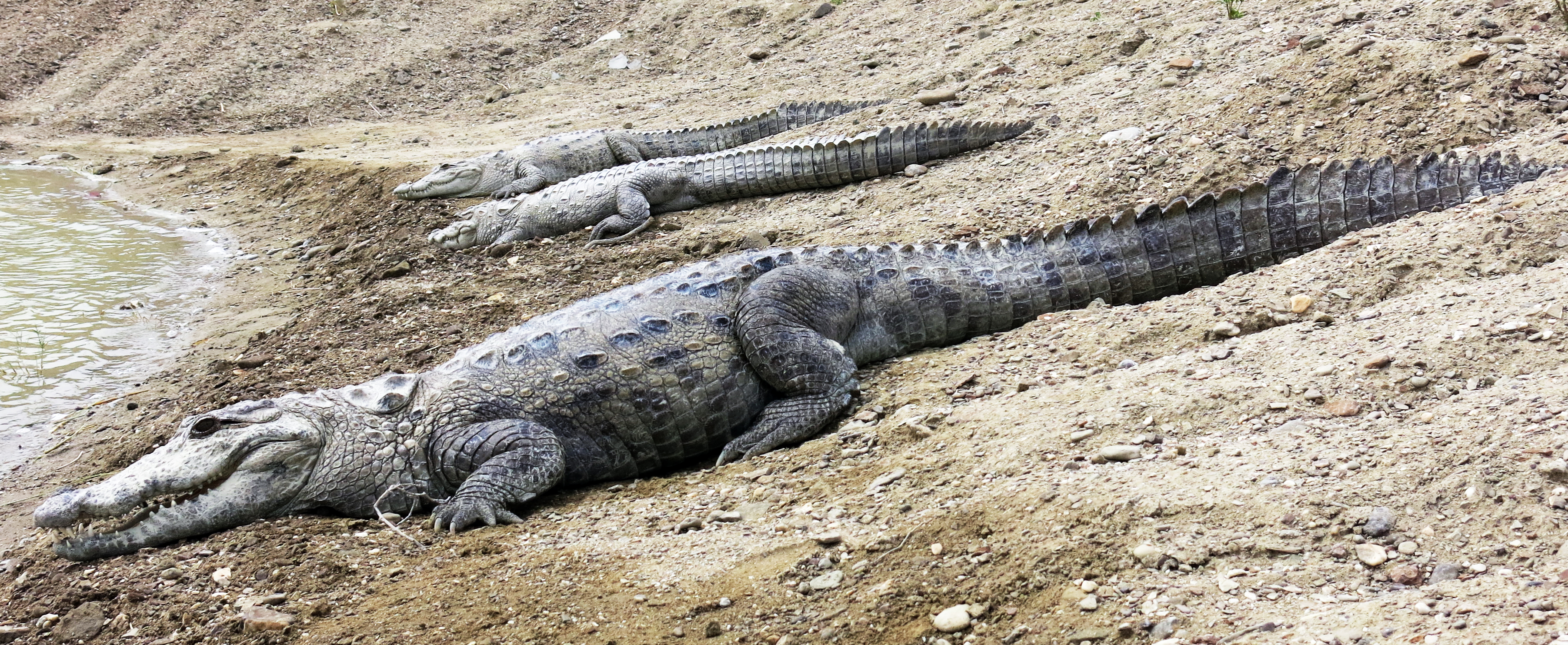
گاندو در ایستگاه تحقیقات زیست‌محیطی ریکوکش دشتیاری

به گاندو در ایران، «تمساح ایرانی» نیز گفته می‌شود. زیستگاه اصلی این تمساح ۳۸۰ هزار هکتار مساحت دارد که بخشی از آن در شهرستان دشتیاری و بخش دیگر آن در شهرستان راسک قرار دارد. این مناطق با نام منطقهٔ حفاظت شدهٔ گاندو تحت حفاظت سازمان محیط زیست ایران قرار دارند. بیشتر این تمساح‌ها در برکه‌های میان راسک و باهوکلات و باتلاق‌های دلگان و کلانی (در جنوب بلوچستان) متمرکز هستند. تعداد این گونه در ایران حدود ۳۰۰ تا ۴۰۰ رأس برآورد می‌شود. در گذشته‌های دور قلمرو زیستی این تمساح تا سواحل جنوب عراق نیز امتداد داشته است.
در این منطقه رابطه مردم بومی با گاندوها بسیار خوب است. از آسیب رساندن به گاندوها خودداری می‌کنند و حتی در زمان خشکسالی برای انتقال گاندوها از برکه‌های خشک شده به برکه‌های پرآب‌تر و تأمین غذای گاندوها اقدام می‌کنند. در نتیجه خطری از ناحیه انسان گاندوها را تهدید نمی‌کند و تاکنون شکار این حیوان در ایران مشاهده نشده است.
مشکل اصلی گاندو در این منطقه خشکسالی و کم‌آبی است که پناهگاه و غذای گاندوها را از آن‌ها می‌گیرد. به ویژه نوزادان گاندوها که به بی‌آبی و گرما حساس‌ترند و همچنین در معرض خطر حمله حیوانات دیگر مثل پرندگان شکاری، مرغان ماهیخوار، بزمجه، سگ، روباه و شغال قرار دارند.

## مشخصات

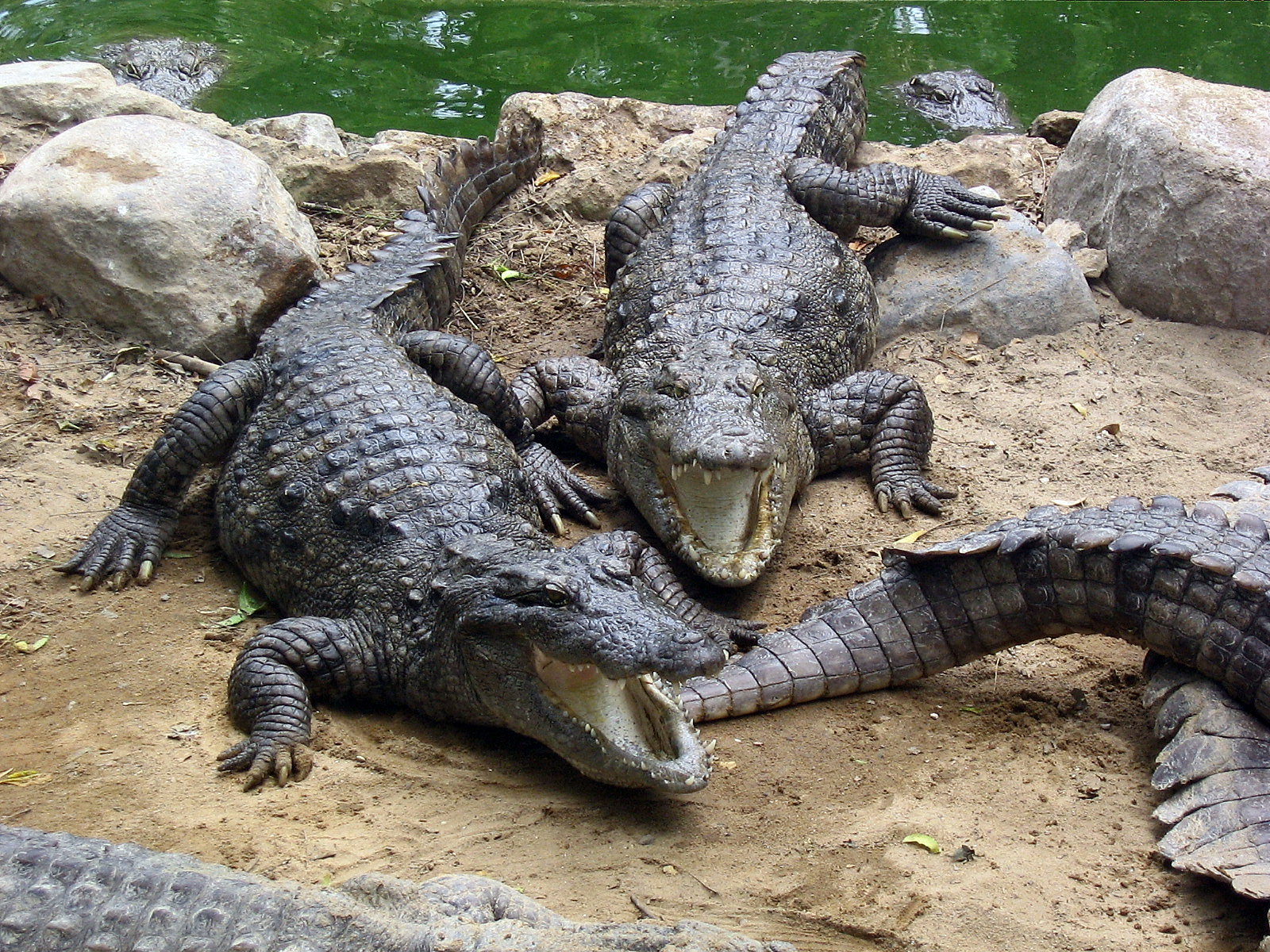
گاندوها در حال آفتاب گرفتن در هند

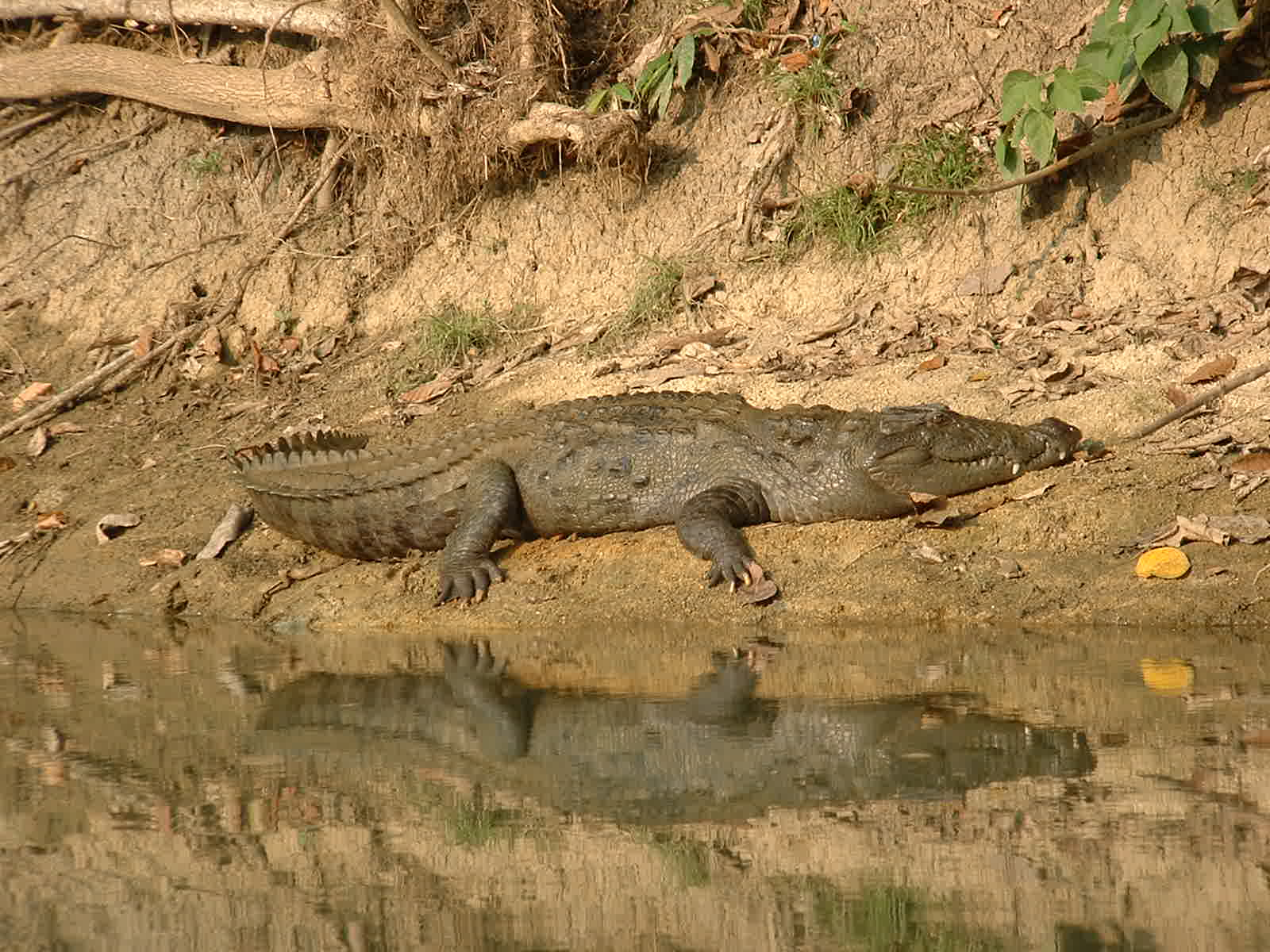
گاندو در پارک ملی چیتوان، نپال

این تمساح دارای پوزه‌ای پهن است که فک بالایی ۱۹ دندان و فک پایینی ۱۵ دندان دارد. در قسمت پشت سر و در ناحیه گردن دو جفت صفحه شاخی بزرگ دیده می‌شود. دارای پاهای کوتاه بوده و پنج انگشت منتهی به ناخن‌های بلند در پاهای جلوئی و چهار انگشت منتهی به ناخنهای کوتاه‌تر در پاهای عقبی دیده می‌شود. رنگ عمومی بدنش زیتونی تا قهوه‌ای بوده و شکمی بدون فلس و به رنگ سفید متمایل به زرد دارد.
میانگین اندازهٔ این کروکودیل در نرها ۳ متر و ماده‌ها ۲٫۴۵ متر است. البته نرهای مسن ممکن است بسیار بزرگتر شده و به ۴ تا ۵٫۵ متر طول و ۵۵۰ کیلوگرم وزن برسند. البته گاندوهای ایران به‌ندرت به ۳ متر می‌رسند و بزرگ‌ترین گاندو مشاهده شده ۳٫۶ متر طول داشته است.
دم این حیوان که نیمی از طول بدن آن را تشکیل می‌دهد، آن‌قدر قدرتمند است که می‌تواند استخوان بدن پستاندار بزرگ جثه‌ای را با ضربه‌ای قوی خرد کند و آرواره‌های وی آن‌چنان محکم است که می‌تواند بزرگ‌ترین استخوان‌ها را به‌راحتی خرد کند. از ویژگی‌های دیگر گاندو اسید معدهٔ بسیار قوی است که این جانور را قادر به هضم اشیاء سخت و سفت می‌کند و همچنین وجود پرده‌ای بنام Veium Pahatinum در بدن این تمساح که راه ورود آب به معده را حتی در زمانی که دهان حیوان باز است، می‌بندد.

## جفت‌گیری و تخم‌گذاری
فصل جفت‌گیری گاندو در اسفندماه و تخم‌گذاری آن در ماه خرداد است. گاندو با کندن گودال عمیقی در مکانی که از رطوبت کافی برخوردار باشد، حدود ۲۰ تا ۳۵ تخم می‌گذارد. ۶۰٪ تخم‌ها پس از ۶۵ روز تبدیل به نوزاد می‌شوند. توله‌ها با طولی برابر ۲۰ تا ۲۵ سانتیمتر به دنیا می‌آیند. تغذیهٔ نوزادان از حشرات و لارو آنها، دوزیستان و لارو آن‌ها و بچه‌ماهی‌ها است، تنها ۵٪ تا ۱۰٪ نوزادان به سن بلوغ در ۵ تا ۱۰ سالگی می‌رسند و بقیه خوراک پرندگان شکاری و ماهی‌خوار، روباه، شغال، سگ، و بزمجه و … می‌شوند.